# Фалай Сако
Фалай Сако (фр. Falaye Sacko, нар. 1 травня 1995, Бамако) — малійський футболіст, правий захисник «Віторії» (Гімарайнш), що виступає на правах оренди за «Монпельє».

## Клубна кар'єра
Розпочав грати у футбол на батьківщині в клубі «Джоліба», а в 2015 році перебрався до Європи, підписавши контракт з угорським клубом «Уйпешт». Проте за першу команду малієць так і не зіграв і згодом він був відданий в оренду бельгійському клубу «Сен-Трейден», але і там основним гравцем не був, зігравши лише один раз у Кубку Бельгії.
У січні 2016 року підписав контракт з португальським клубом «Віторії» (Гімарайнш), але і тут спочатку грав у резервній команді. Свій перший матч за основну команду він зіграв 31 березня 2017 року у виїзному матчі проти «Насіунала» (Фуншал), в якому його команда виграла з рахунком 2:1.
З «Віторією» Сако дебютував у єврокубках, зігравши свій перший матч у Лізі Європи 11 серпня 2019 року проти «Женесса» (4:0).
31 січня 2022 року він був відданий в оренду без права викупу у французький «Сент-Етьєн».

## У збірній
2015 року залучався до складу молодіжної збірної Малі. з якою був учасником молодіжного чемпіонату світу 2015 року у Новій Зеландії, де зіграв у 6 іграх і здобув з командою бронзові нагороди.
11 листопада 2017 року Фалай Сако дебютував у складі національної збірної Малі у матчі кваліфікації до чемпіонату світу 2018 року проти Габону (0:0), вийшовши у стартовому складі і відігравши усю гру.
23 березня 2018 року знову зіграв за збірну, цього разу в товариському матчі проти Японії, який завершився внічию 1:1.
Потім він зіграв у другій половині 2018 року чотири ігри в рамках кваліфікації до Кубка африканських націй 2019 року, що допомогло команді пробитись у фінальну стадію турніру, яка відбулась у Єгипті. Там Сако зіграв у одному матчі, а малійці вилетіли на стадії 1/8 фіналу.
Напередодні турніру, 16 червня 2019 року, Фалай Сако забив свій перший гол за збірну в товариському матчі проти Алжиру, але його команда все одно поступилася з рахунком 2:3.
Згодом у складі збірної був учасником Кубка африканських націй 2021 року в Камеруні, де зіграв у всіх чотирьох матчах, а в грі 1/8 фіналу проти Екваторіальної Гвінеї саме Сако не забив вирішальний післяматчевий пенальті, через що його команда програла і покинула турнір.